# Dette financière nette
Cet article court présente un sujet plus développé dans : endettement.
La dette financière nette, aussi appelé endettement net est la différence entre les dettes financières et les disponibilités et placements financiers.